# Liste der Monuments historiques in Souain-Perthes-lès-Hurlus
Die Liste der Monuments historiques in Souain-Perthes-lès-Hurlus führt die Monuments historiques in der französischen Gemeinde Souain-Perthes-lès-Hurlus auf.

## Liste der Immobilien
| Bezeichnung                                             | Beschreibung | Standort                     | Kennzeichnung | Schutzstatus | Datum | Bild           |
| ------------------------------------------------------- | --- | ---------------------------- | ------------- | ------------ | ----- | -------------- |
| Monument aux Morts des Armées de Champagne              | auch Ossuaire de Navarin; 1923/24 erbaut, Bildhauer Maxime Real del Sarte; auch auf dem Gebiet von Sainte-Marie-à-Py | nördlich des Ortes (Lage)    | PA00132589    | Inscrit      | 1994  | weitere Bilder |
| Nécropole nationale de la 28e Brigade/Ferme des Wacques | 1919 eingeweiht | westlich des Ortes (Lage)    | PA51000027    | Inscrit      | 2017  | weitere Bilder |
| Cimetière de la Légion Étrangère                        | 1920 eingeweiht; mit dem Monument Farnsworth, Architekt Alexandre Marcel                                             | nordöstlich des Ortes (Lage) | PA51000028    | Inscrit      | 2017  |                |

## Liste der Objekte
| Bezeichnung | Beschreibung                                                    | Standort                      | Kennzeichnung | Schutzstatus | Datum | Bild |
| ----------- | --------------------------------------------------------------- | ----------------------------- | ------------- | ------------ | ----- | ---- |
| Pietà       | Stein, 16. Jahrhundert Abbildung: Zustand vor der Restaurierung | in der Kirche St-Brice (Lage) | PM51001078    | Classé       | 1908  |      |